# نظام إخطارات
في تقنية المعلومات، نظام الإخطارات هو مزيج من البرمجيات وعتاد الحاسوب يوفّر وسيلة لإرسال رسائل إلى مجموعة من المستلمين. وعادةً ما يُظهر النظام نشاطاً يتعلق بحساب مستخدم معين. تُشكّل هذه الأنظمة جزءاً هاماً من تطبيقات الويب الحديثة.
على سبيل المثال، يمكن أن يرسل نظام الإخطارات إشعارات بريد إلكتروني عند تعطيل شبكة الحاسوب لإجراء صيانة في مواعيد مجدولة.
قد تختلف درجة تعقيد نظام الإخطارات من برنامج لآخر. تستخدم نظم الإخطارات المعقدة في الأعمال للوصول إلى الموظفين المهمّين. وقد تستفيد نظم إخطارات الطوارئ من تقنيات المعلومات الحديثة. تستخدم الحكومات هذه النظم لإعلام الناس بخطرٍ قادم، على سبيل المثال.
في الهواتف المحمولة والهواتف الذكية، تتوفر معدّات مخصصة مضمّنة كمصباح إضاءة صغير يضيء عند وصول تنبيه.